# Eilema luteomarginata
Eilema luteomarginata är en fjärilsart som beskrevs av Embrik Strand 1922. Eilema luteomarginata ingår i släktet Eilema och familjen björnspinnare. Inga underarter finns listade i Catalogue of Life.